# Château du Réray

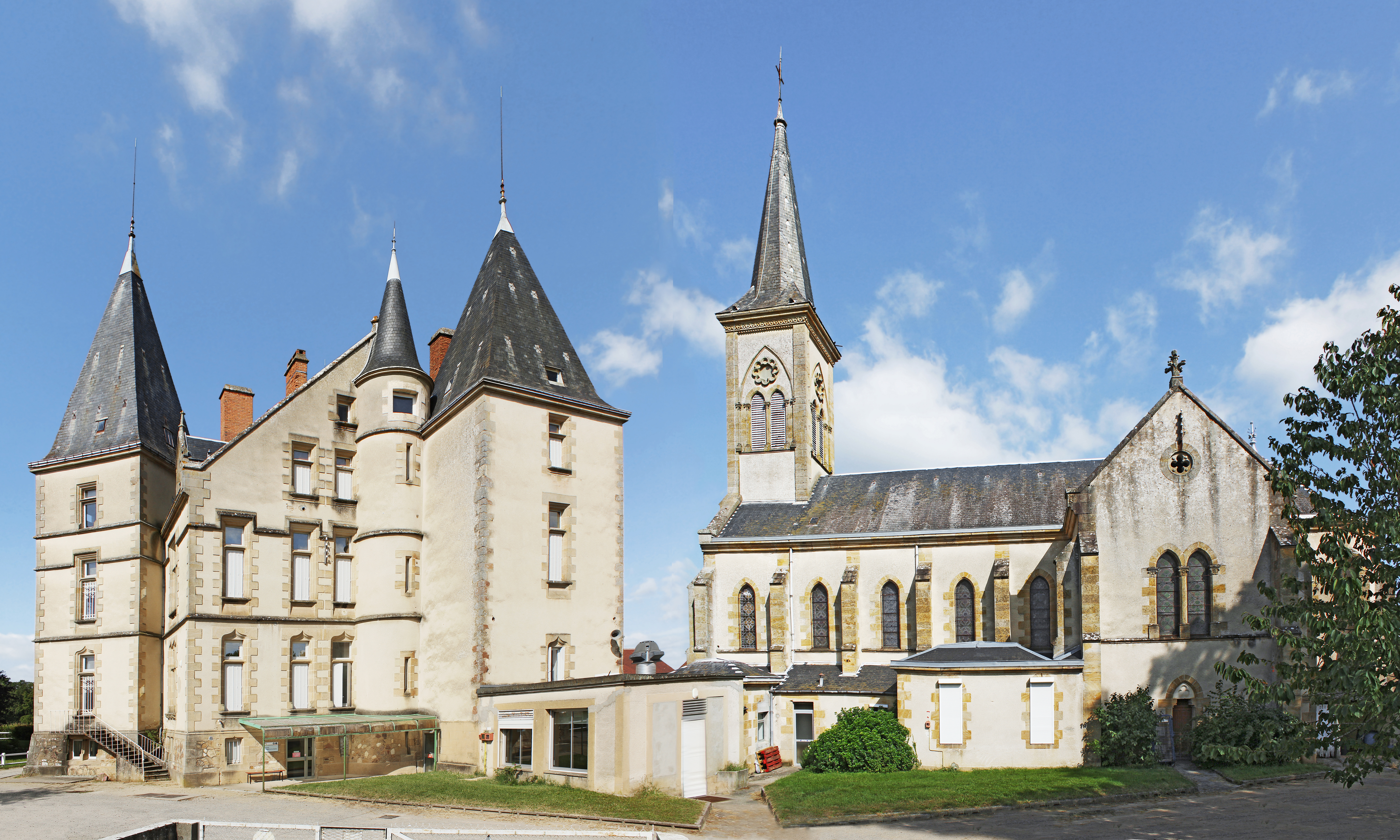
Château et chapelle du Réray

Le château du Réray est un édifice situé à Aubigny, en France.

## Localisation
Le château est situé sur le territoire de la commune d'Aubigny, dans le département de l'Allier, en  région Auvergne-Rhône-Alpes.

## Description
Le château actuel du Réray, fin du XIXe siècle, est construit à l’emplacement d’une ancienne maison forte. Il est doté d’une chapelle ; le château est de style néogothique et date de 1884. Le pigeonnier rond et les communs, plus anciens, sont du XVIIe siècle. 

## Historique
Vers 1260, Jean Breschard, dit de Bressolles, fils de Raoul, auquel il est fait allusion dans la charte de franchises de Moulins, chevalier, était seigneur du Réray et avait épousé l’héritière du château de Toury, Catherine. Les sorts des châteaux du Réray à Aubigny et de Toury à Neuvy, restèrent longtemps liés. En 1374, Goussaut de Thoury, seigneur du Réray, fut un des quatre premiers membres de la nouvelle chambre ducale des Comptes. Il avait occupé la charge de maître des Eaux et Forêts du Bourbonnais, pour le compte du duc Jean Ier. En 1884, le baron d’Aubigny fait construire le château actuel par l’architecte Jean-Belisaire Moreau. Il a été donné au diocèse de Moulins en 1887 par le baron d'Aubigny ; l'évêque de Moulins, Auguste-René-Marie Dubourg, en fit en 1894 un petit séminaire, qui dura jusqu'à la confiscation des biens du clergé en 1907. Malgré cela, il servit de refuge aux moines de l'abbaye de Saint-Wandrille pendant la Première Guerre mondiale. C'est aujourd'hui un centre medico-éducatif, ; il ne se visite pas.